# Oakland Raiders 1962
La stagione 1962 degli Oakland Raiders è stata la terza della franchigia nell'American Football League. La squadra scese da un record di 2-12 nella stagione precedente a 1-13, finendo ancora all'ultimo posto nella AFL West. La percentuale di vittorie dello 0,071 di Oakland in questa stagione fu la peggiore della storia dell'American Football League.

## Scelte nel Draft AFL 1962
Nel Draft AFL 1962 i Raiders, in possesso della prima scelta assoluta, chiamarono il quarterback Roman Gabriel, che però optò per firmare con i Los Angeles Rams che lo avevano chiamato con la seconda scelta del Draft NFL 1962.
| Scelte dei Raiders nel Draft 1962             |
| 1) Roman Gabriel, QB, North Carolina State    |
| 2) Scambiata con San Diego                    |
| 3) Ed Pine, C, Utah                           |
| 4) John Meyers, T, Washington                 |
| 5) Joe Hernandez, HB, Arizona                 |
| 6) Danny Birdwell, C, Houston                 |
| 7) Jim Norris, T, Houston                     |
| 8) Ferrell Yarborough, E, Northwest Louisiana |
| 9) Jim Dillard, HB, Oklahoma State            |
| 10) Henry Rivera, HB, Oregon State            |
| 11) Scambiata con Dallas                      |
| 12) Jim Skaggs, G, Washington                 |
| Gary Schwertfeger, LB, Montana (da Buffalo)   |
| Oscar Donahue, E, San Jose State (da Boston)  |
| 13) George Pierovich, FB, California          |
| 14) Bert Coan*, HB, Kansas                    |
| 15) Floyd Dean*, E, Florida                   |
| 16) Pat Russ, T, Purdue                       |
| 17) Larry Ferguson*, HB, Iowa                 |
| 18) Jim Vollenweider, FB, Miami (Florida)     |
| 19) Dennis Spurlock, QB, Whitworth            |
| Kent Horne, T, BYU (da Denver)                |
| 20) John Sutro, G, San Jose State             |
| 21) Bill Tunnicliff, FB, Michigan             |
| 22) Jim Cadile, E, San Jose State             |
| 23) Alvin Basham, G, Kansas                   |
| 24) Mickey Brunce, HB, Oregon                 |
| 25) Tom Cagaanan*, HB, Utah State             |
| 26) Fred Miller*, T, LSU                      |
| 27) Keith Luhnow*, FB, Santa Ana JC           |
| 28) Marv Marinovich*, T, USC                  |
| 29) Leon Donahue*, E, San Jose State          |
| 30) Pete Nicklas*, T, Baylor                  |
| 31) Bob Elliott*, FB, North Carolina          |
| 32) Bob Richards, T, LSU                      |
| 33) Eugene White*, HB, Florida A&M            |
| 34) Bill Worrell*, T, Georgia                 |

## Calendario
| Stagione regolare |                       |           |
| Turno             | Avversario            | Risultato |
| 1                 | New York Titans       | S 28–17   |
| 2                 | Dallas Texans         | S 26–16   |
| 3                 | San Diego Chargers    | S 42–33   |
| 4                 | at Denver Broncos     | S 44–7    |
| 5                 | Denver Broncos        | S 23–6    |
| 6                 | at Buffalo Bills      | S 14–6    |
| 7                 | at Boston Patriots    | S 26–16   |
| 8                 | at New York Titans    | S 31–21   |
| 9                 | Houston Oilers        | S 28–20   |
| 10                | Buffalo Bills         | S 10–6    |
| 11                | at Dallas Texans      | S 35–7    |
| 12                | at San Diego Chargers | S 31–21   |
| 13                | at Houston Oilers     | S 32–17   |
| 14                | Boston Patriots       | V 20–0    |

## Classifiche
| AFL Western Division |    |    |   |      |     |     |     |     |
|                      | V  | S  | P | %    | DIV | PF  | PA  | STR |
| Dallas Texans        | 11 | 3  | 0 | .786 | 5–1 | 389 | 233 | V2  |
| Denver Broncos       | 7  | 7  | 0 | .500 | 4–2 | 353 | 334 | S5  |
| San Diego Chargers   | 4  | 10 | 0 | .286 | 3–3 | 314 | 392 | S2  |
| Oakland Raiders      | 1  | 13 | 0 | .071 | 0–6 | 213 | 370 | V1  |

Nota: I pareggi non venivano conteggiati ai fini della classifica fino al 1972.